# Maut in Tschechien

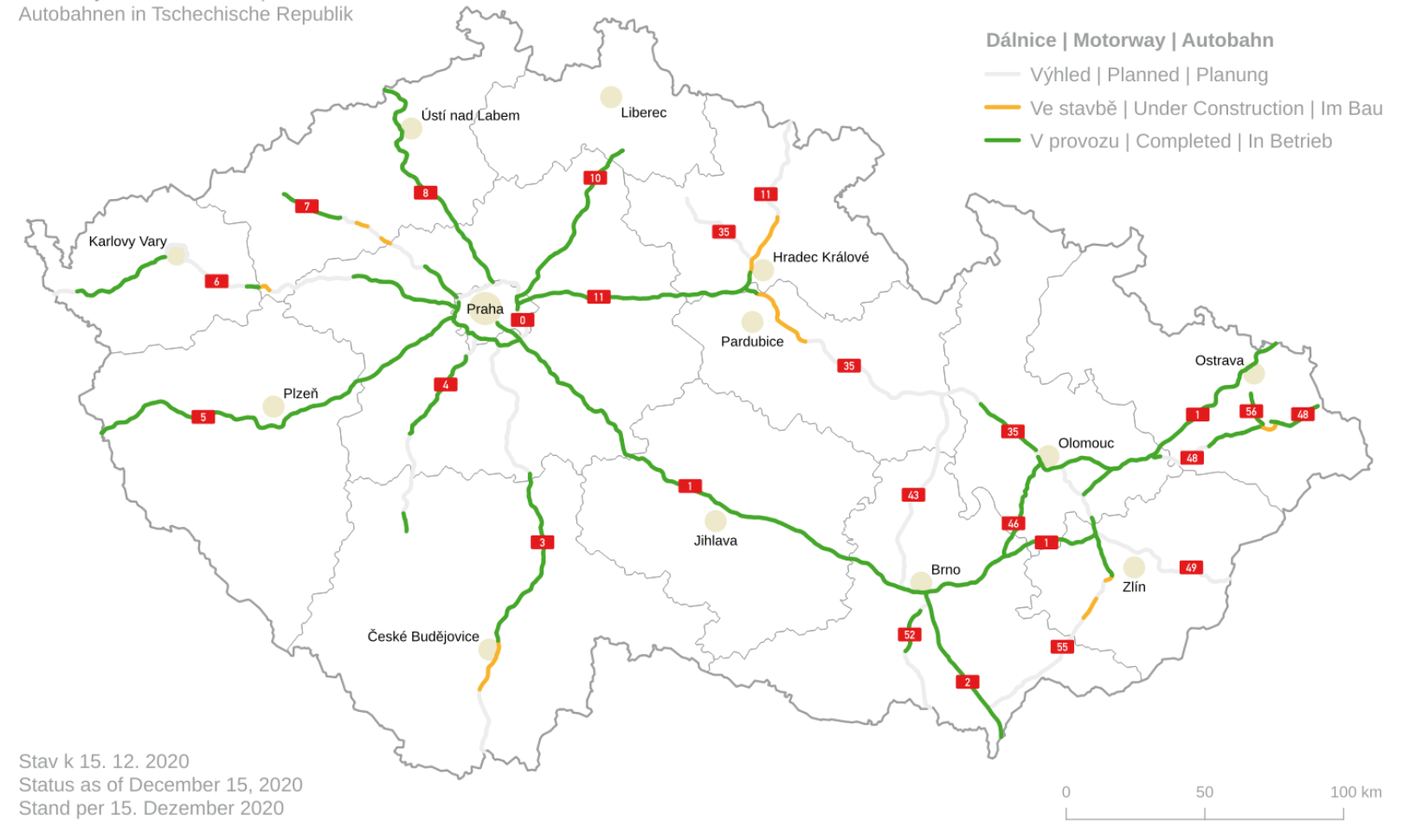
Autobahnen in Tschechien

Auf den Autobahnen und einigen vierspurigen Schnellstraßen in Tschechien gilt Mautpflicht (tschechisch mýtné oder tschechisch mýto).

## Pkw

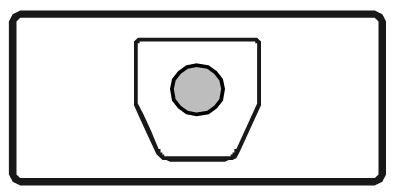
Zusatzschild für vignettenpflichtige Straßenabschnitte

Pkw-Fahrer müssen seit 1. Januar 2021 eine elektronische Vignette verwenden. Mautfrei sind einige Autobahnabschnitte im Bereich der Großstädte und Teilstücke ohne Anbindung an das weitere Autobahnnetz. Ferner sind gebührenfrei alle Autobahnabschnitte in der Richtung von der Staatsgrenze bis zu der ersten Ausfahrt (bzw. nur zu der ersten Vignetteverkaufstelle). Mautfreie Abschnitte sind mit einem grünen Autobahnschild und durchgestrichener Vignette gekennzeichnet.
Elektronische Vignetten (bis 3,5 Tonnen) kosten regulär (Stand 2025) für
- einen Tag, 210 CZK
- 10 Tage, 290 CZK
- einen Monat, 460 CZK
- ein Jahr, 2.440 CZK.

Beim Kauf wird das Kfz-Kennzeichen registriert. Folgende Möglichkeiten bestehen für den Erwerb der digitalen Vignette:
- online bei verschiedenen Anbietern
- an Tankstellen auf tschechischer Seite
- Automaten an den Grenzübergängen
- bei den Postämtern in Tschechien.

Je nach Antriebsart des Fahrzeugs gibt es Ermäßigungen von 50 % (Biomethan, Erdgas), 75 % (Plug-in-Hybrid mit CO₂ max 50 g/km) oder 100 % (Elektroantrieb) auf die Mautgebühr. Die Komplettbefreiung für Elektrofahrzeuge gilt automatisch für in Tschechien zugelassene Fahrzeuge, für im Ausland zugelassene Elektrofahrzeuge muss die Befreiung beantragt werden.

## Lkw

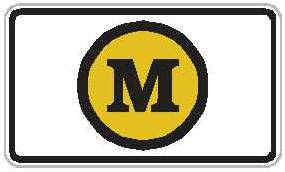
Zusatzschild für mautpflichtige Straßenabschnitte

Alle Lkw und Fahrzeuge mit dem maximal zugelassenen Gewicht von mehr als 3.500 kg müssen am elektronischen Mautsystem teilnehmen. Dazu wird die On-Board-Unit (OBU) namens „Premid“ benötigt.
Der Mauttarif für 1 km ist von den nachstehenden Parametern abhängig:
- Straßenkategorie (Autobahnen und Schnellstraßen bzw. Straßen der I. Klasse)
- Typ des Fahrzeugs (Lastkraftfahrzeug oder Bus)
- Emissionsklassen (EURO 0–V+ (EEV))
- Achsenzahl bzw. Zahl der Kraftwagenzüge (2, 3 und 4 oder mehr)
- Wochentag und Tageszeit (erhöhter Tarif freitags von 15 bis 21 Uhr).

## Motorräder
Motorräder und Trikes sind nicht vignettenpflichtig.

## Kontrolle
Fahren auf mautpflichtigen Straßen ohne Vignette kann bis zu 5.000 CZK (rund 190 Euro) Bußgeld kosten.